# Karlskoga
Karlskoga je grad u središnjoj Švedskoj u oblasti Värmland u županiji Örebro. Poznat je po industriji oružja Bofors, tvornici koju je osnovao sam Alfred Nobel. Nobel je tri zadnje godine svog života proveo u Karlskogi a danas u gradu postoji muzej s njegovim imenom. Oporuku o dodjeljivanju Nobelove nagrade napisao je u Karlskogi.

## Stanovništvo
Prema podacima o broju stanovnika iz 2005. godine u gradu živi 27.500 stanovnika. Broj stanovnika oko 1970. bio je oko 40 000 ali zatvaranjem industrijskih pogona u gradu dolazi do migracija stanovništva.

## Vanjske poveznice
- Službena stranica grada

### Ostali projekti
|  | Zajednički poslužitelj ima još gradiva o temi Karlskoga |